# 任遡昉
任遡昉（1635年8月3日—？年），字聞城，號雯山，四川閬中縣人，順治十一年甲午科四川鄉試第四十二名舉人，順治十五年戊戌科詩經房中式第286名，殿試三甲二百三十五名進士，都察院觀政，順治十七年（1660年）庚子授湖廣蒲圻縣（今屬湖北省赤壁市）知縣。